# Adoxophyes meion
Adoxophyes meion is een vlinder uit de familie van de bladrollers (Tortricidae). De wetenschappelijke naam van de soort is voor het eerst geldig gepubliceerd in 2013 door Józef Razowski.

## Type
- holotype: "male. VIII.-IX.1987. genitalia slide 32710. Operation Raleigh. J.D. Holloway, D.T. Jones et al."
- instituut: BMNH, Londen, Engeland
- typelocatie: "Indonesia, Seram, Wahai 5 m, Coconut, grassland and scrub"